# Nancy Etcoff
Nancy Etcoff (ur. 1955) – amerykańska psycholog.
Ukończyła Harvard University, doktorat z psychologii otrzymała na Boston University, a pracę naukową kontynuowała później na MIT, robiąc specjalizację z nauk o mózgu i kognitywistyki. Wykłada i prowadzi badania na wydziale Harvard Medical School oraz przy projekcie umysł/mózg/zachowanie Uniwersytetu Harvarda. Kieruje programem dotyczącym estetyki i zachowania zdrowia na Wydziale Psychiatrii Głównego Szpitala w Massachusetts. Przez ponad 15 lat prowadziła badania dotyczące percepcji urody, emocji i mózgu.
Jest autorem książki Przetrwają najpiękniejsi. Wszystko co nauka mówi o ludzkim pięknie (1999) w której autorka dowodzi, że piękno jest głęboko zakorzenione w genach – wyewoluowało w mózgu oglądającego i w ciele oglądanego. Nancy Etcoff czerpiąc szeroko z antropologii, psychologii, biologii i archeologii wskazuje na podobieństwa w reakcjach na ludzkie piękno w różnych kulturach świata. Na podstawie tej książki powstał też jednogodzinny program Discovery Channel. Książka ta ukazała się w dziewięć lat po wydaniu głośnej i kontrowersyjnej pracy amerykańskiej pisarki i feministki Naomi Wolf The Beauty Myth. How Images of Beauty Are Used Against Women (Mit piękna. Jak wizerunki piękności używane są przeciwko kobietom), w której Wolf argumentowała, że „uroda” stanowi wartość normatywną i jest jedynie konstruktem społecznym. 
Nancy Etcoff poślubiła Stevena Pinkera w 1980 roku i rozwiodła się z nim w 1992 roku.